# 鳥山求
鳥山求（日语：／ Toriyama Motomu，1971年2月9日—）是日本遊戲監督與編劇，1994年起就職於史克威爾（今史克威爾艾尼克斯）。他監製了《最終幻想X》和《最終幻想XIII》等作品，並且創作出了《神龍奇兵》的悠悠公主，使之成為電玩界三大惡女之首。

## 個人經歷
鳥山求在1994年加入史克威爾，當時正值《最終幻想VI》發行。他後來談到，他喜歡當時那種不必完全依照職位表，任何職員都可提出自己想法的氣氛。由於缺乏遊戲開發經驗，他的第一個工作是《神龍奇兵》。在《最終幻想VII》中，鳥山設計了發生在蜜蜂旅館等情節。儘管設計者有很大的設計自由，但他經常創作一些不太可能通過的過場動畫，而這些最終也都被修改或刪除。鳥山還編寫並监制了許多圍繞愛麗絲·蓋恩斯巴勒和克勞德·史蒂夫浪漫情節的過場。他設法讓愛麗絲成為玩家心目中的一個重要形象，並使她死亡後仍對劇情的有重大影響。
在史克威爾与艾尼克斯合併的2003年，有許多新員工需要培訓，還要為任天堂DS和PlayStation Portable等更多新遊戲平臺開發遊戲。鳥山決定聚集並指導一批編劇，並參加各種遊戲項目。他隨後和《最終幻想X》主程序師杉本浩二及監督北瀨佳范為PlayStation 3創作技術測試版《最終幻想VII》演示图像。開發用了6星期時間。在《最終幻想XIII》開始開發後一年的2004年4月，鳥山想出了一個圍繞著新的水晶故事神話的故事，神話由野島一成創作。2006年3月，在故事體系開始結合，主編劇渡边大辅加入團隊時，鳥山給拿給他一個粗略提綱，並要求他充實劇情，並更正銜接之處的一切問題。近年來鳥山在《最终幻想水晶编年史》、《最終幻想 紛爭》和《第三次生日》中擔任劇情設計與監督，其中包括創作劇情概念、監督角色構想，以及由他的作者團隊編寫劇本。

## 遊戲設計
鳥山相信他的優勢在於監製情節為主的遊戲。還還認為，當玩家獲得太多自由探索後，講述動人的故事就變得非常困難。他稱道，最終幻想遊戲最為重要的方面是角色。鳥山稱，《最終幻想XIII》前半段線性遊戲設計，就是營造一種看電影般的感覺。這樣做是為了將玩家吸引到故事中，向他們介紹角色的戰鬥能力而無分心或遺失。鳥山解釋稱，對於《最終幻想XIII》記憶體量和處理能力的需求，主要是創作令人驚歎的圖形，而非創作無停頓的戰鬥系統。相較於西方電子角色扮演遊戲，他更樂於從第一人稱射擊遊戲中獲得靈感；他認為這樣能給戰鬥中帶來更多緊張感。
鳥山在遊戲中的工作決定著女性角色在劇情和戰鬥中的位置。他不從現實世界中的女主角出發，而是試圖為最終幻想遊戲創作一個獨特世界。但他認為，創作與之前遊戲相異的新角色始終是個挑戰。鳥山稱，鑒於最終幻想遊戲的長開發週期，他需要一個基本“一見鍾情”的角色，這樣就有高昂士氣與動機持續創作遊戲。他還表示，為了描繪角色，他亦著重於演員的動作與聲音。角色人格化的基礎從動作捕捉開始。對於配音演員的錄音，鳥山稱，其最後將成為角色創作與特徵的重要環節。

## 作品
| 年份 | 作品                                          | 系統                             | 職位                       |
| ---- | --------------------------------------------- | -------------------------------- | -------------------------- |
| 1996 | 神龍奇兵                                      | 超級任天堂                       | 故事情節策劃               |
| 1997 | 最終幻想VII                                   | PlayStation                      | 情節策劃                   |
| 1999 | 极速横滨                                      | PlayStation                      | 編劇、情節與地圖策劃       |
| 2001 | 最終幻想X                                     | PlayStation 2                    | 情節監督、編劇             |
| 2003 | 最終幻想X-2                                   | PlayStation 2                    | 監督                       |
| 2005 | 最终幻想VII：PS3技术演示版                    | PlayStation 3                    | 開發                       |
| 2007 | 最终幻想XII：归来之翼                         | 任天堂DS                         | 監督、編劇與情節監督       |
| 2007 | 美麗新世界                                    | 任天堂DS                         | 特別感謝                   |
| 2008 | 小小国王与约定之国 最终幻想水晶编年史         | Wii                              | 劇本監督                   |
| 2008 | 最終幻想 紛爭                                 | PlayStation Portable             | 劇本監督                   |
| 2009 | 光与暗的公主和征服世界之塔 最终幻想水晶编年史 | Wii                              | 劇本監督                   |
| 2009 | 巴哈姆特之血                                  | 任天堂DS                         | 監督、編劇                 |
| 2009 | 最終幻想XIII                                  | PlayStation 3、Xbox 360          | 監督、劇本設計（劇情提綱） |
| 2010 | 前线任务 进化                                 | PlayStation 3、Xbox 360、Windows | 高級編劇                   |
| 2010 | 第三次生日                                    | PlayStation Portable             | 劇本監督                   |
| 2011 | 最終幻想 紛爭012                              | PlayStation Portable             | 特別感謝                   |
| 2011 | 虚幻领域                                      | iOS、Android                     | 監督                       |
| 2011 | 最終幻想 零式                                 | PlayStation Portable             | 特別感謝                   |
| 2011 | 最终幻想XIII-2                                | PlayStation 3, Xbox 360          | 監督                       |
| 2013 | 雷光歸來 最終幻想XIII                         | PlayStation 3、Xbox 360          | 監督                       |
| 2013 | 最終幻想X/X-2 HD Remaster                     | PlayStation 3、PlayStation Vita  | 監督                       |

## 外部連結
- 鳥山求在互联网电影资料库（IMDb）上的資料（英文）